# ぜったい!マジイキ!?イチャずらはぷにんぐ! 〜変形!、変態?手に入れた能力でエロメロパワーを収集せよ〜
『ぜったいマジイキ!?イチャずらはぷにんぐ! 〜変形!、変態?手に入れた能力でエロメロパワーを収集せよ〜』は、2012年7月20日にTinkerBellより発売されたアダルトゲームである。

## 解説
本作は「特殊能力を使って女の子に簡単にいたずらができる」がコンセプトとしており、抜きゲーとしての実用性に重きを置いている。様々なジャンルにカテゴライズされたいたずらの中には、相手の胸を大きくするといった現実離れしたものも含まれている。
会話の中から選択肢を選び、ポイントを稼ぐシステムが採用されている。プレイヤーは主人公・霧島陽一の視点で物語を進めていくが、悪戯をされているヒロインの視点に切り替えていく箇所がいくつかある。また、いずれのヒロインも性感帯や性癖が用意されている。
なお、陽一が死亡するバッドエンドも存在する。

## あらすじ
霧島陽一は下校途中、死にかけている奇妙な生物“オヤジー”を拾って介抱した。その生物は少女から得られるパワーがないと元の世界に帰れないから協力してほしいと頼み込み、陽一に不思議な力を与えた。だが、その生物は二週間以内にパワーがたまらないと2人とも死んでしまうと陽一に告げた。かくして、陽一は周りの少女たちにエッチないたずらをすることになった。

## 登場人物
霧島 陽一
本作の主人公。オヤジーによって少女の胸を大きくするといった不思議な悪戯ができる能力を授けられた。
遠野 夏希
声 - 御苑生メイ
陽一の幼馴染で、生徒会副会長。文武両道で心優しく正義感も強い。
霧島 唯
声 - 橘まお
陽一の姉で、明るく友人も多い。陽一のことをかわいがっているつもりではあるが、陽一本人からはよろしく思われていない。
霧島 さくら
声 - 唯香
陽一の妹。兄のオナニーを目撃して以来、彼と性的な物事をひどく嫌うようになった。
司馬 香織
声 - ヒマリ
陽一のクラスメートで夏希とも友人関係にある、のんびり屋の少女。喫茶店でアルバイトをしている。
南條凜
声 - 鈴原千秋
桜の友人で、陽一の後輩にあたる弓道部員。恥ずかしがり屋なため無口に思われがちであるが、実は性知識が豊富である。
オヤジー
声 - 南沙耶
異世界から遊びに来た謎の生物。見た目はおやじ臭い関西弁を喋る犬のような生物である。本名は長いが、陽一からはオヤジーと呼ばれている。

## 制作
唯役の 橘まおは本作が初めてのメインヒロイン役である。

## 評価
ライターのほしざきしんやはGame-Style内のコラムで、主人公である霧島陽一とオヤジーが"キモい"キャラクターであると評しており、強烈な個性を放つ二人についていけないとこのゲームを楽しめないとし、本作を「雰囲気によってに隠されたレイプゲー」ではないかとみている。